# Stephan I. Thököly
Stephan I. Thököly (* 12. Dezember 1581 in Kesmark, Königreich Ungarn; † 8. November 1651 ebd.) war ein ungarischer Baron und Großgrundbesitzer.

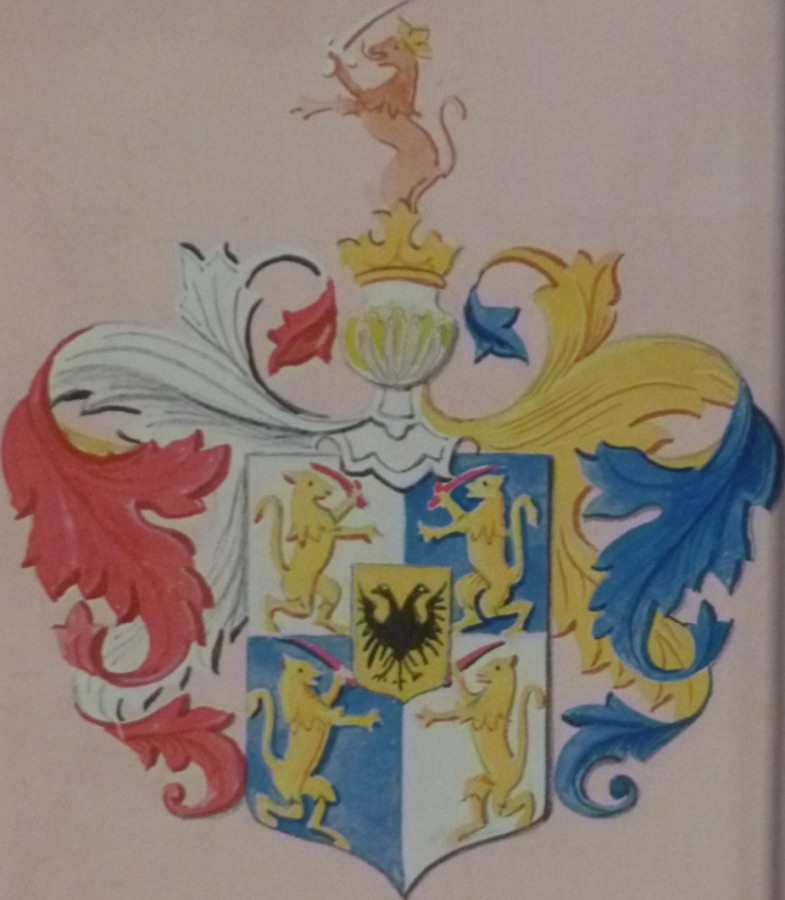
Wappen der Familie Thököly

## Herkunft
Um die Wende des XVI. und XVII. Jahrhunderts tritt eine Familie in Königreich Ungarn in Erscheinung, die zu den vitalsten, humanistischsten aber auch vom Luthertum stark geprägten Familien gehörte. Die Familie Thököly war seit Jahrhunderten im Donauraum beheimatet. Der älteste bekannte Vertreter des Geschlechtes soll ein Johann Thököly († 1442) gewesen sein, ein Fahnenträger des Königs Matthias Corvinus. Diese Angabe ist historisch nicht belegt.
Ein Urenkel von Johann soll Sebastian Thököly († 1607) gewesen sein, der in Temesburg (ung. Temesvár) in Banat, als Sohn des Ferenc I. Thököly und dessen Ehefrau Kristina, geb. Balogh geboren wurde und von dort im Jahre 1569 nach Tyrnau zog, wo er einen blühenden Wein-, Rinder- und Pferdehandel betrieb. Er war es, der als Erster seinen Wohnsitz in das Gebiet des ehemaligen Oberungarns (heute Slowakei) verlegte.

## Lebenslauf
Stephan I. Thököly wurde als ältester Sohn von Sebastian Thököly und dessen Ehefrau Zsuzsanna geb. Dóczy am 12. Dezember 1581 in Kesmark geboren. In seiner Jugendzeit bereiste er viele Länder Europas. Bereits zu Lebzeiten seines Vaters, von welchem er die gesamten Güter erbte, war er Beisitzer der Königlichen Oberungarischen Tafel. Als treuer Anhänger von Kaiser Ferdinand II. war er ein erklärter Gegner von Gabriel Bethlen. Während seiner Zeit verschlechterte sich das bereits zu Zeiten seines Vaters angespannte Verhältnis zwischen der Schlossherrschaft und den Bürgern der Stadt Kesmark zusehend. Streitereien und Feinseligkeiten, von beiden Seiten inszeniert, waren an der Tagesordnung. Diese Fehden endeten mit Raub, Brandschatzung und häufig auch mit Mord und Totschlag. Im Jahre 1651 gelang es der Stadt Kesmark sich aus der Vormundschaft von Thököly zu befreien. Allerdings musste die Stadt binnen eines Jahres 50 000.-- Gulden als „Lösegeld“ an die Familie Thököly entrichten (sog. Wiener Vertrag vom 22. April 1651). Gemäß zeitgenössischen Chroniken fand zu diesem Zwecke eine Sammlung unter den Bürgern Kesmarks statt um diese hohe Summe aufzubringen. Daraufhin wurde im Jahre 1655 Kesmark vom Kaiser Ferdinand III. zu einer „königlichen Freistadt“ erklärt. Stefan I. ließ das Kesmarker Schloss großzügig im Stil der Renaissance zu einem zeitgenössischen Herrensitz umbauen. 1628 ließ er an der Spitze des Turmes die Wappen der Familien Thököly und Thurzó anbringen.
Stephan I. starb am 8. November 1651 in Kesmark und wurde, ebenfalls wie seine Eltern im Erbbegräbnis der Thökölys in der Hl. Kreuz-Kirche zu Kesmark beigesetzt.

## Nachkommen
Stephan I. war zweimal verheiratet:
Seine erste Ehefrau war Sophie Hoffmann, mit welcher er zwei Kinder hatte:
- Sophia (* 9. März 1613, † 1619)

- Sigismund (* 1618, † 1678) ⚭ 1. mit Zsuzsanna Monoky und 2.⚭ mit Salomea Poghranyi de Nemeskürt

Nach dem Tode seiner ersten Frau heiratete er 1620 Katharina Thorzó (*/† ?), eine Tochter des einflussreichen Palatins Georg Thurzó (* 1567, † 1616). Katharina brachte die Burg Árwa (slow. Orava) und die dazugehörige Herrschaft als Mitgift in die Ehe. Mit Katharina Thurzo hatte er 9 Kinder, das Erwachsenenalter erreichte jedoch lediglich sein Sohn Stephan II. Thököly.